# Львовский район
Львовский райо́н (укр. Львівский район) — административная единица Львовской области Украины.
Административный центр — город Львов.

## История
Район был образован Постановлением Верховной рады от 17 июля 2020 года в результате административно-территориальной реформы, в его состав вошли территории:
- Городокского района (кроме Вишнянского сельского совета),
- Жолковского района (кроме Купичвольского и Боянецкого сельских советов),
- Каменка-Бугского района (кроме Добротворского поселкового совета, а также Незнановского, Полоничновского, Селецкого и Стародобротворского сельских советов),
- Перемышлянского района,
- Пустомытовского района,
- Новострелищанского поселкового совета, а также Баковецкого, Книселовского и Соколовского сельских советов Жидачовского района,
- Глинянского городского совета, а также Великополюховского, Заставнянского, Куровицкого, Перегноевского, Подгайчикского и Словитского сельских советов Золочевского района
- Рясно-Русского сельского совета Яворовского района,
- а также города областного значения Львов.

## Население
Численность населения района составляет около 1 150 400 человек.

## Административное устройство
Район в укрупнённых границах с 17 июля 2020 года делится на 23 территориальные общины (громады), в том числе 10 городских, 4 поселковыe и 9 сельских общин (в скобках — их административные центры):
- Городские:
  - Львовская городская община (город Львов),
  - Бобрская городская община (город Бобрка),
  - Глинянская городская община (город Глиняны),
  - Городокская городская община (город Городок),
  - Жолковская городская община (город Жолква),
  - Каменка-Бугская городская община (город Каменка-Бугская),
  - Комарновская городская община (город Комарно),
  - Перемышлянская городская община (город Перемышляны),
  - Пустомытовская городская община (город Пустомыты),
  - Рава-Русская городская община (город Рава-Русская);
- Поселковые:
  - Великолюбенская поселковая община (посёлок Великий Любень),
  - Куликовская поселковая община (посёлок Куликов),
  - Новоярычевская поселковая община (посёлок Новый Ярычев),
  - Щирецкая поселковая община (посёлок Щирец);
- Сельские:
  - Давыдовская сельская община (село Давыдов),
  - Добросинско-Магеровская сельская община (село Добросин),
  - Жовтанецкая сельская община (село Жовтанцы),
  - Зимневодская сельская община (село Зимняя Вода),
  - Мурованская сельская община (село Мурованое),
  - Оброшинская сельская община (село Оброшино),
  - Подберёзцовская сельская община (село Подберёзцы),
  - Сокольниковская сельская община (село Сокольники),
  - Солонковская сельская община (село Солонка).

## История
- На территории бывшего Пустомытовского района были открыты поселения зарубинецкой и пшеворской культур (Зубра, Пасеки-Зубрецкие, Сокольники I—II)[6][7].
- Звенигород Галицкий известен тем, что там нашли 3 берестяных грамоты XII века[8][9][10] — единственные известные на настоящий момент берестяные грамоты с территории Украины.